# مگارا (گروه موسیقی)
مگارا (به انگلیسی: Megara) گروه موسیقی اسپانیایی است.
آن‌ها نماینده سان مارینو در یوروویژن ۲۰۲۴ بودند.